# BT・テーブス
BT・テーブス（BT Toews, 1966年2月18日 - ）は、カナダの元バスケットボール選手で現在は指導者。ウィニペグ出身。現役時代のポジションはシューティングガード。役職はヘッドコーチ。本名はバーク・テーブス（Burke Toews）。
選手としてはツアーチームを経て日本、カナダ、ドイツでプレイする。指導者としては2011年より兵庫ストークスの指揮をとり、2012-13シーズンにJBL2で優勝する。その後富士通レッドウェーブにアソシエイトコーチとして入団し、2014年よりヘッドコーチに昇格。ヘッドコーチを務めた2シーズンはいずれも決勝戦まで進出した。
名前の"BT"は、本名であるBurke Toewsを略したものである。

## 経歴

### 選手として
ウィニペグ大学卒業後、プロを目指す選手たちが各地に遠征して試合を行うツアーチームのアスリート・イン・アクションに加入した。1990年から2年間は日本の実業団チーム、黒田電気ブリット・スピリッツでプレー。その後カナダのウィニペグ・サンダーに所属する。この時、ウィニペグ・サンダーのヘッドコーチだったヘンリー・ビビーに指導者への転身を薦められるが、テーブスは選手生活を続けドイツのスタイナー・バイロイトでプレイ。ドイツではプレイングコーチとしてユースチームの指導も兼務した。1996年に引退し、指導者を目指す。

### 指導者として
カナダに戻ったテーブスは1996年から母校ウィニペグ大学のアシスタントコーチに就任し、コーチングを学ぶ。翌年には日本人の女性と結婚し神戸市に移住、2005年から12年まで神戸市のカナディアン・アカデミーの教員として同校のバスケット部を指導、2011年からは教員を務めながらJBL2・兵庫ストークスのヘッドコーチを務めた。ストークスでは2012-13シーズンに優勝し、チームをJBL昇格に導いた。
2013年に富士通レッドウェーブのアソシエイトヘッドコーチに就任し、ヘッドコーチの薮内夏美を補佐。2014年には薮内の退任に伴いヘッドコーチに昇格した。テーブスが指揮した2014-15、2015-16の2シーズンはファイナルに進出したが、いずれもJX-ENEOSサンフラワーズに敗れ準優勝に終わった。
2016年、サンロッカーズ渋谷のヘッドコーチに就任、レギュラーシーズンを32勝28敗の地区3位で終え、プレーオフに進出。プレーオフでは初戦で川崎ブレイブサンダースに敗れた。シーズン終了後、テーブスはヘッドコーチを退任した。
2017年7月、富山グラウジーズのアシスタントコーチに就任。
2018年6月退任、同月富士通レッドウェーブのヘッドコーチに復帰する。2023-24と2024-25の2シーズンで連覇に導いた。
2025年5月14日、契約満了により退任。
7月、アイシン ウィングスディレクターに就任。

## 家族
日本人の妻を持つ。長男のテーブス海もバスケットボール選手となり、2013年からは年代別の日本代表にも選出される。2015年にはアメリカの学校に転校し、以来アメリカの学校でプレーしていた後、宇都宮ブレックスでプロデビューした。